# 南アルプス（中央構造線エリア）ジオパーク
南アルプス（中央構造線エリア）ジオパーク（みなみアルプス ちゅうおうこうぞうせんエリア ジオパーク、英: Minami-Alps (Median Tectonic Line Area) Geopark）とは、長野県飯田市から同県諏訪郡富士見町にかけての中央構造線に沿った地域の地質遺産を保護し、教育・学習資源とて活用するとともに観光資源と連携したジオツーリズムを構築することにより、地域振興に寄与する仕組みである。

## 沿革
- 2008年12月8日 - 他の6地域（アポイ岳、洞爺湖有珠山、糸魚川、山陰海岸、室戸、島原半島）と共に日本ジオパーク委員会により、初の日本ジオパークに認定された。
- 2012年2月14日 - 「南アルプス（中央構造線エリア）ジオパーク協議会」設立。
- 2014年9月27日 - 9月30日 - 「山岳と人とジオパーク」をテーマに、日本ジオパーク南アルプス大会（第5回日本ジオパーク全国大会）を伊那市を中心とした南アルプス地域にて開催。[2]

## 特色
南アルプス（中央構造線エリア）ジオパークでは、プレート移動によって形作られた日本列島の最基層の地質を観察することができる。中央構造線の東側（外帯）の南アルプスの山々をつくる岩石は、2億年かけて海底に降り積もったサンゴや放散虫の死骸などが、数千km運ばれてきて陸地の砂や泥とともに大陸プレートへ付加体として付け加わったものである。そしてこの付加体が2千m以上隆起し、今では南アルプスの3,000m級の山々となった。現在は伊豆半島との衝突によって東から押し上げられているため、南アルプスは今でも少しずつ高くなっている。過去100年間の観測では、南アルプスは1年間に4㎜ずつ上昇（隆起）しており、世界でもまれにみる速さの隆起活動である。
一方、風雨などにより浸食もさかんに起こっている。激しい隆起と浸食により南アルプスは高さが保たれており、ダイナミックな大地の営みを観察できる、世界でも特異な場所である。

## 中央構造線
大鹿村及び伊那市では、西南日本を日本海側の西南日本内帯と太平洋側の西南日本外帯に分ける中央構造線が地表に露出している。中央構造線を境に、内帯側に高い温度を受けた領家帯の変成岩や花崗岩、外帯側に低い温度で高い圧力を受けた三波川帯の変成岩が接している。
また、領家帯の岩石が白亜紀後期に断層深部で延びるように変形したマイロナイトが良く露出し、鹿塩（かしお）マイロナイトと呼ばれている。

## 中央構造線の露頭
大鹿村の北川・安康（あんこう）の川岸2か所、及び、伊那市長谷溝口・溝口北・非持・板山の４か所ではの中央構造線の露頭が見られる。北川・安康露頭は、国の天然記念物に指定されている。いずれの露頭も、左側が領家帯の花崗岩が変形したマイロナイト、右側が三波川帯の緑色片岩という変成岩で、その境が中央構造線である。露頭の範囲では、どちらの岩石も破砕岩になっている。

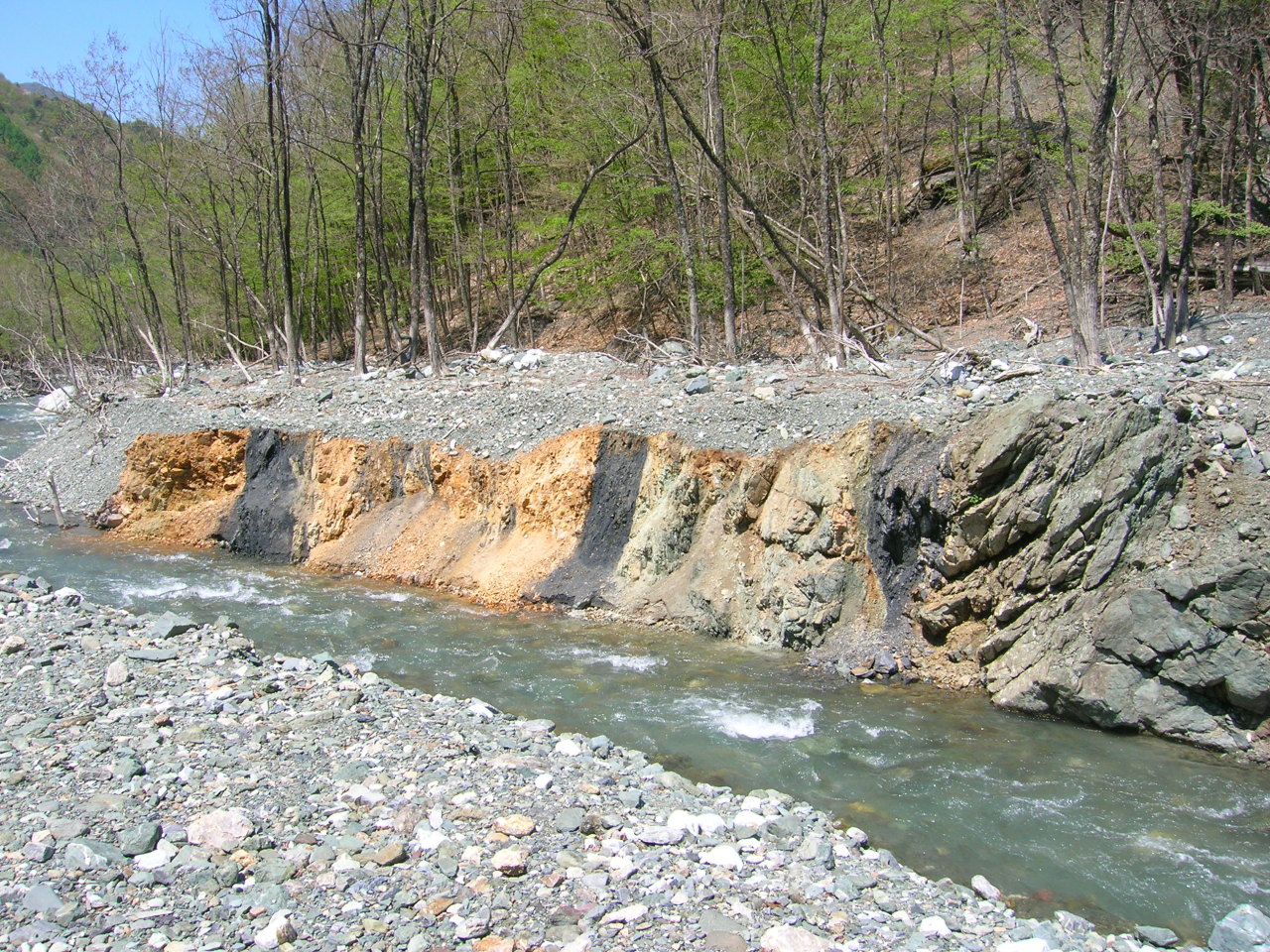
安康露頭
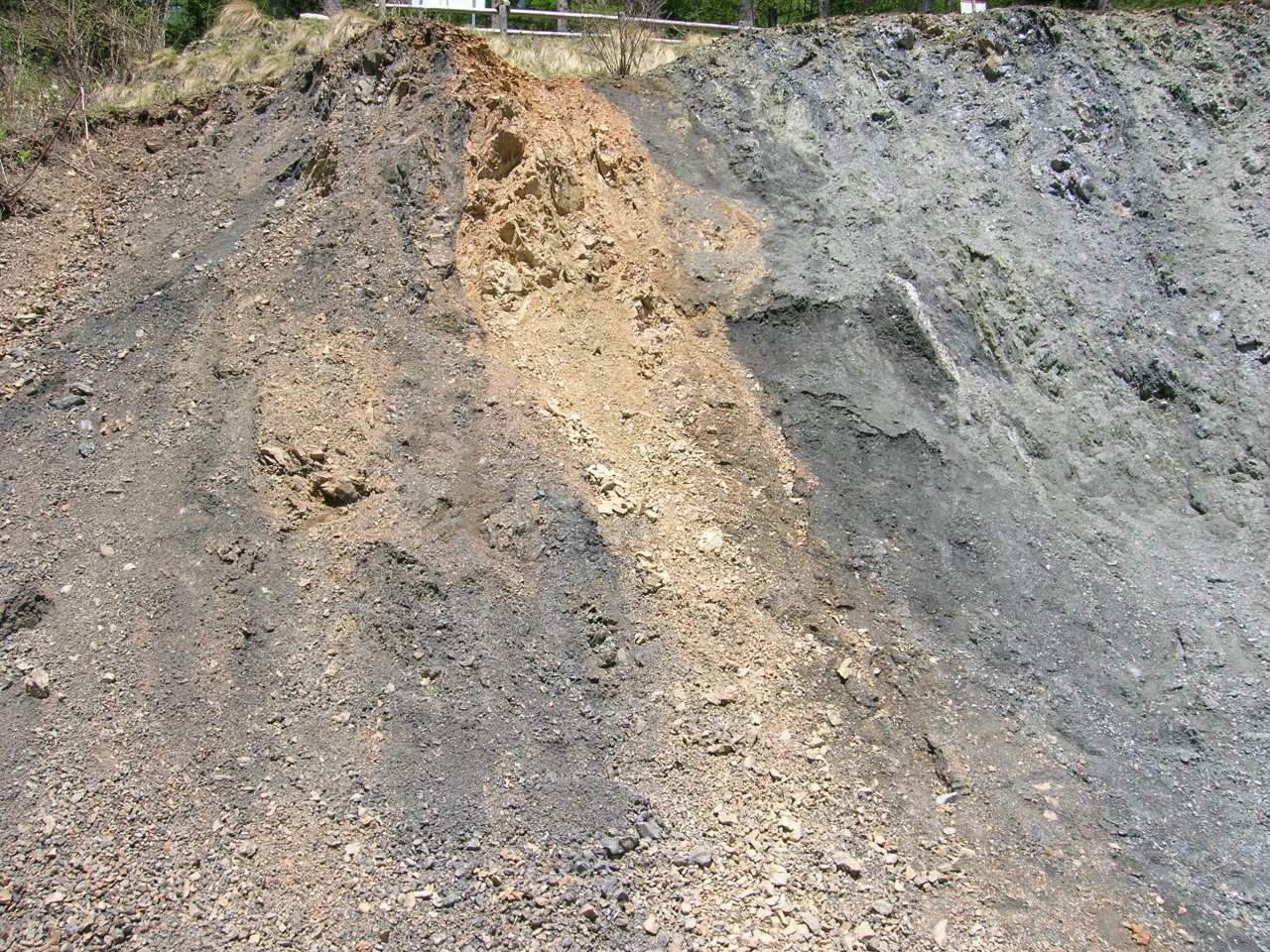
北川露頭
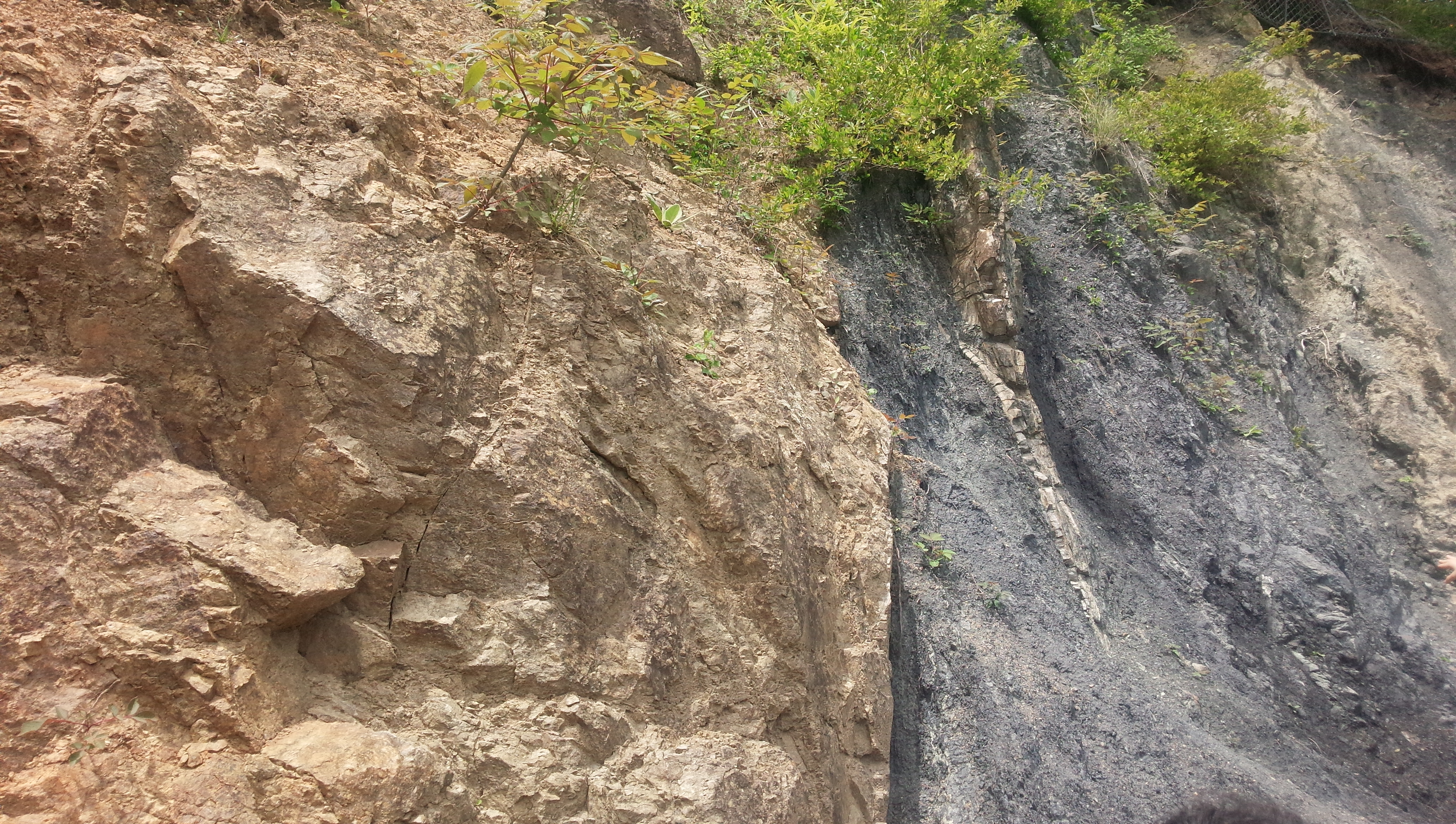
溝口露頭
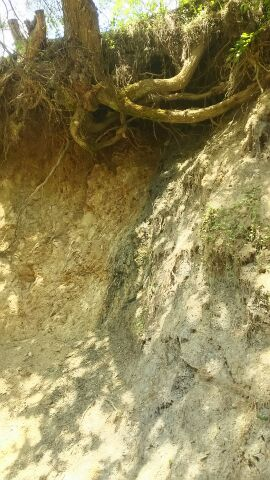
板山露頭

## 中部地方の中央構造線

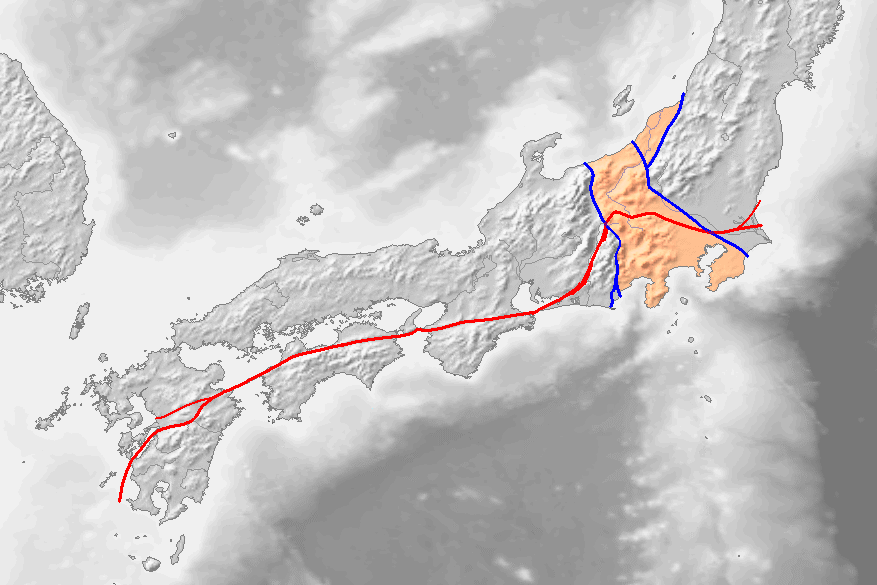
中央構造線（赤線）

中央構造線は中部地方では地層がねじ曲がり八の字にまくれあがったようになっている。日本列島がアジア大陸の一部だった頃の中央構造線はまっすぐであったが、新第三紀の日本海の拡大をともなう西南日本の南下と、北上する伊豆ー小笠原海底山脈の先端の衝突により、北方へ大きく折り曲げられた。

## 領家帯のマイロナイト
地下深くの高い温度圧力下で断層運動を受け、壊れることはなく延ばされた岩石をマイロナイトという。領家帯の花崗岩や変成岩は中央構造線沿いではマイロナイトになっており、石英が大変細かく再結晶し長石が斑点状に残っていることが特徴的である。

## 主なジオサイト

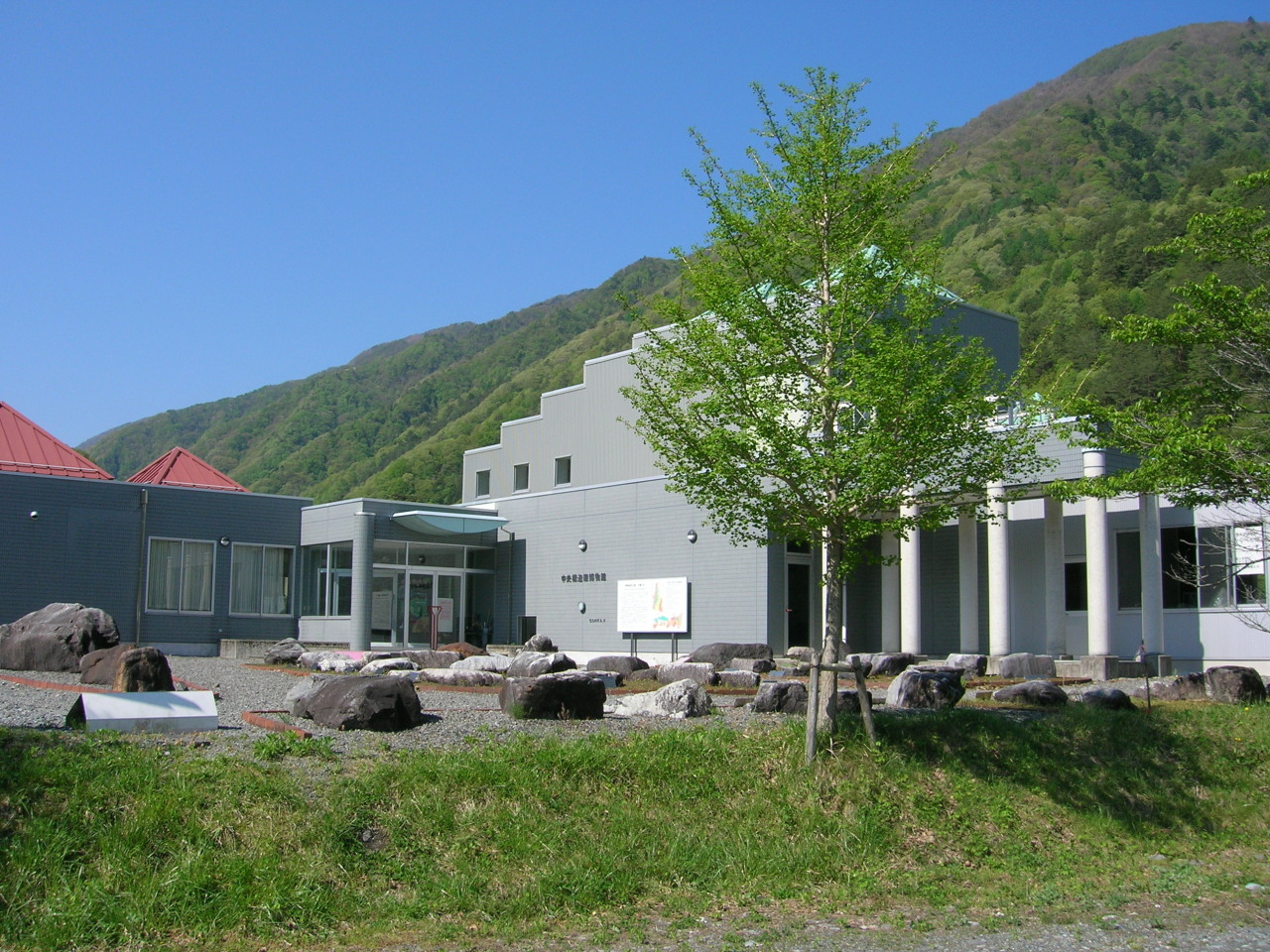
中央構造線博物館

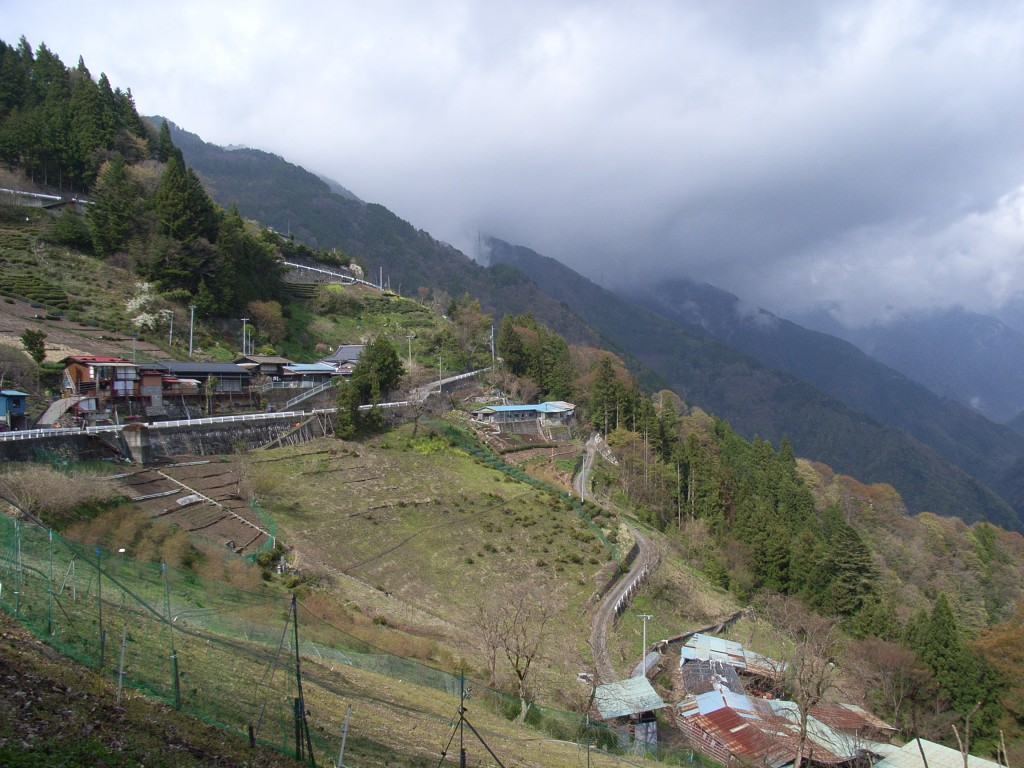
下栗の里

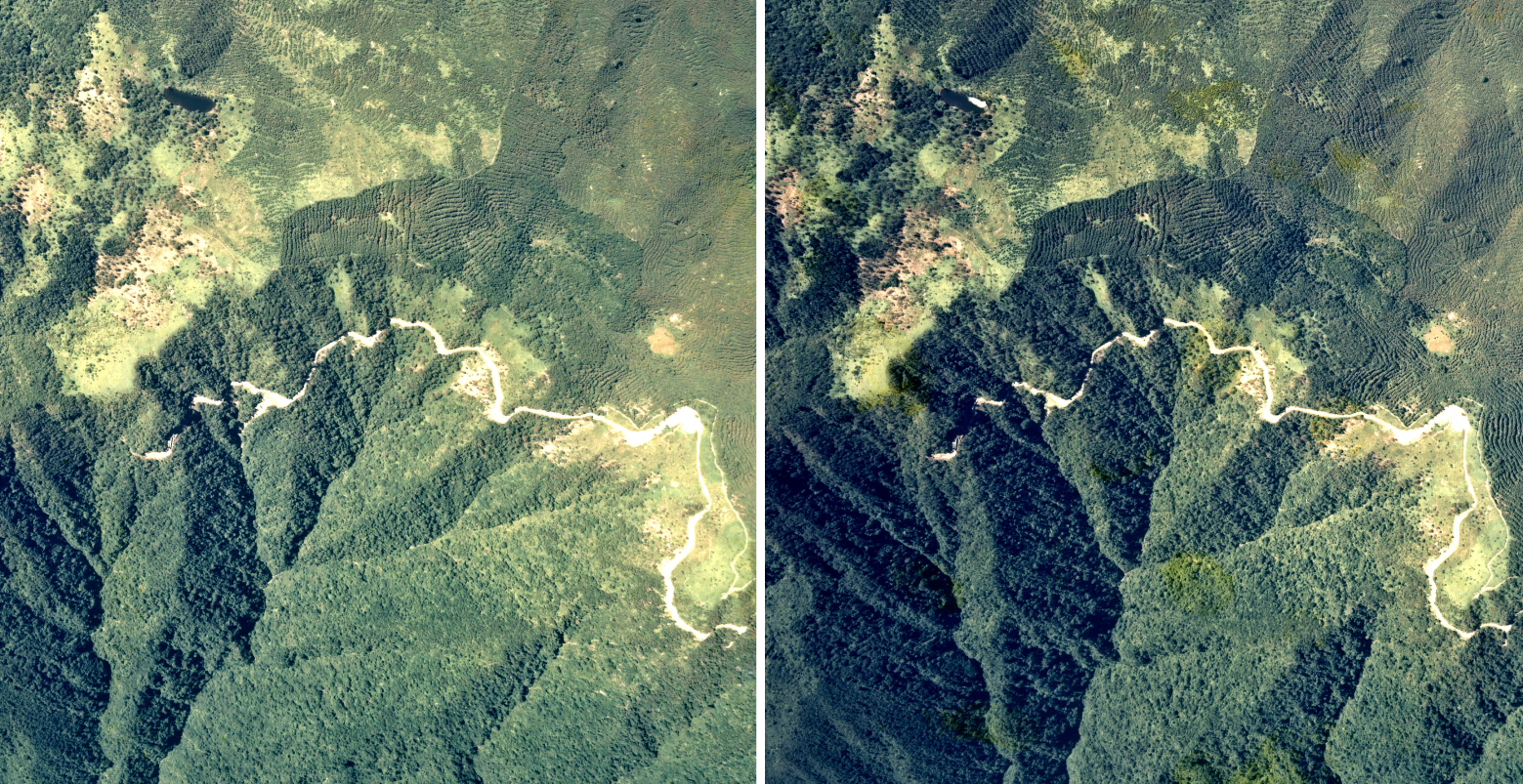
御池山クレーターのステレオ写真

ジオパークに含まれている地域毎に特徴的な地形や露頭、地形に伴った歴史的な文化を見る事が出来る。
富士見エリア
入笠山では海底起源の岩石が見られ、糸魚川静岡構造線に沿う地形が見られる。
- 入笠山

高遠エリア
高遠を北から南に流れる藤沢川の谷には、中央構造線が通っている。
- 板山露頭

長谷エリア
三峰川沿いに中央構造線が通っており、そこから南アルプス林道添いに海洋地層が見られる。
- 溝口露頭、溝口北露頭、非持露頭、戸台の化石資料室

大鹿エリア
小渋谷の奥に赤石岳がそびえ、中央構造線の露頭が点在し、山中からわき出す塩泉から山塩が採れる。
- 北川露頭、中央構造線博物館

上村エリア
傾斜30度余りの山腹を切り開いた下栗の里、隕石の衝突で出来たクレーターを見る事が出来る。
- 下栗の里、御池山クレーター

南信濃エリア
埋没林や森林鉄道をみられる遠山川がある。
- 遠山川の埋没林、霜月祭り